# Nens grans 2
Nens grans 2 (títol original: Grown Ups 2) és una pel·lícula estatunidenca còmica del 2013 dirigida per Dennis Dugan. És la seqüela de la pel·lícula de 2010 Nens grans. Ha estat doblada al català.

## Argument
En Lenny (Adam Sandler) s'ha traslladat amb la família la ciutat petita on tant ell com els seus amics van créixer. Ara, però, seran els adults els qui rebran tota una lliçó per part dels seus fills en un dia ple de sorpreses: el darrer dia de classe.

## Repartiment
- Adam Sandler
- Kevin James
- Chris Rock
- David Spade
- Salma Hayek
- Maria Bello
- Maya Rudolph
- Steve Buscemi
- Taylor Lautner
- Andy Samberg
- David Henrie
- Oliver Cooper
- Shaquille O'Neal
- Nick Swardson
- Alexander Ludwig
- Eugenio Derbez
- Steve Austin
- Halston Sage
- Patrick Schwarzenegger
- Will Forte

## Rebuda
Premis2013: Premis Razzie: 9 nominacions, incloent Pitjor pel·lícula
Crítica
- "Atenuar la maldat entre companys no fa que la seqüela sigui més fàcil de veure que l'original"[3]
- "Aquesta seqüela amb prou feines intenta funcionar com una obra de cinema narratiu, gairebé immediatament es converteix en un desastre d'incidents frenètics, enfilats a l'atzar amb la mínima coherència"[4]
- "Fins i tot com a visitants esporàdics, el públic pot sentir com punts del seu coeficient intel·lectual se li van escapant (...) Puntuació: ★ (sobre 4)"[5]